# فكر (مجلة)
فكر؛ الفلسفة لجميع الاشخاص هي مجله أكاديميه تم إنشاؤها لأقامه تواصل مباشر بين الفلسفة الحديثه وعامة الناس. المغزى الرئيسي من المجلة هو توفير كتابة سهل الوصول إليها ومشاركتها من قبل الفلاسفة الأقوى في مجالاتهم لجمهور عريض، دون عوائق من المصطلحات الاكاديميه والتقنية.
المجلة برعاية المعهد الملكي للفلسفة في لندن ونشرتها مطبعة جامعة كامبريدج. محرر فكر هو ستيفن لو.
ينُص برنامج فكر إلى مواجهة الانطباع الكلي بأن الفلسفة لا طائل من ورائها وغير متصله تماماً بالحياة اليومية.
كما تهدف إلى فضح بعض الفلسفة السيئة التي تُعتبر حالياً حكمة مقبوله، وتمنح للفلاسفة المعاصرين فرصة تساعدهم في رعاية وتشجيع فلاسفة الجيل القادم.

## المقالات الأكثر اقتباسًا
- «الإنجازات والحظ والقيمة» دنكان بريتشارد
- «لماذا نحتاج إلى ذكاء اصطناعي ودود»، لوك مولهاوزر ونيك بوستروم
- «الإبداع باختصار» مارجريت أ. بودن
- «العصبية حول الجنس والحب»، جوليان سافوليسكو وبريان دي إيرب
- «لماذا تهم الانفتاح الذهني»، ويليام هير
- «هل يجب على الفلاسفة تطبيق الأخلاق؟»، جيرالد جوس

## المقالات البارزة
تشمل المقالات البارزة:
- أنتوني فلو، التحويل الخاص بي "
- براد هوكر عن فيلم القاعدة الذهبية
- فريد دريتسكي، «السبب العقلي»
- نايجل واربورتون، حجة المقامر
- جيني تيشمان، داروين ومالتوس والبروفيسور جونز
- ريتشارد دوكينز، " ريتشارد سوينبرن " هل يوجد إله؟ "
- ماري ميدجلي، «ما مدى واقعية أنت؟»
- سايمون بلاكبيرن، يتحدث نسبيًا
- ماري وارنوك، «الهندسة الوراثية وما هو طبيعي»
- فلسفة المقهى
- الفلسفة للجميع
- الفلسفة الآن
- فلسفة الحانة
- جمعية الاستفسار الفلسفي
- مقهى سقراط

## انظر ايضاً
- التفكير الاستراتيجي
- التفكير الحر والدعاية الرسمية (كتاب)

## روابط خارجية
- Journal Homepage